# 23120 Paulallen
A 23120 Paulallen (ideiglenes jelöléssel 2000 AP50) a Naprendszer kisbolygóövében található aszteroida. Charles W. Juels fedezte fel 2000. január 5-én.